# Carton ondulé
Pour un article plus général, voir Carton (matériau).

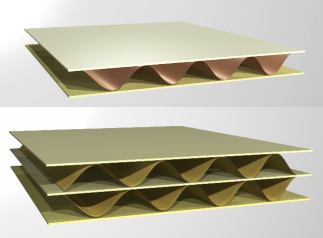
Cartons ondulés à simple cannelure et à double cannelure.

Le carton ondulé est un matériau léger et rigide constitué par une ou plusieurs feuilles de papier cannelé collées sur une ou entre plusieurs feuilles cartonnées.

## Description
Le carton ondulé est constitué de plusieurs feuilles de papier cannelé collées ensemble entre des feuilles de papier plan. Son appellation varie selon le nombre de feuilles :
- simple face (1 face lisse et 1 face cannelée, épaisseur de 0,4 à 4 mm) ;
- simple cannelure ou double face (un papier cannelé entre 2 faces lisses) ;
- Double-simple face (une face lisse, un papier cannelé, une face lisse, un papier cannelé)
- double cannelure ou double-double face (deux papiers cannelés entre trois faces lisses, épaisseur 7 mm) ;
- triple cannelure (trois papiers cannelés entre quatre faces lisses, épaisseur 15 mm).
- quadruple cannelure (quatre papiers cannelés entre cinq faces lisses)

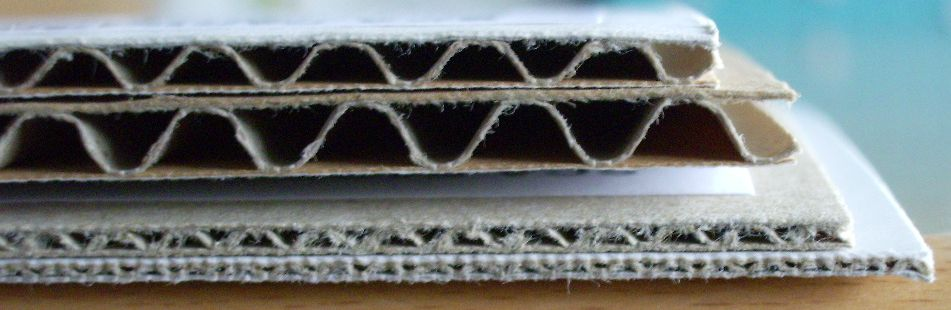
Structures de types B, C, E et F.

Il existe huit types de cannelures, combinables les unes avec les autres selon le résultat attendu : 
- cannelure K ou D, mesurant plus de 7 mm ;
- cannelure A, mesurant plus de 4,5 mm ;
- cannelure C, mesurant de 3,5 à 4,5 mm ;
- cannelure B, mesurant de 2,5 à 3,5 mm ;
- cannelure E, mesurant de 2 à 1,5 mm ;
- cannelure F, mesurant environ 1,2 mm ;
- cannelure G ou N, mesurant environ 0,8 mm ;
- cannelure O, mesurant environ 0,5 mm.

Certains grands groupes cartonniers ont également créé une cannelure "hybride" entre les cannelures B et E, et leur ont donné un nom non normalisé qui leur est spécifique (P pour Europac, T pour Thimm, R pour DS Smith...)
Ces cannelures peuvent être combinées, tout en restant parallèles entre elles, afin d'obtenir de meilleures caractéristiques mécaniques et un meilleur état de surface (imprimabilité), par exemple : EB ou BC, il est dans ce cas question de carton double-cannelure ou « double-double ». Il est possible d'associer de la sorte jusqu'à trois ou quatre cannelures, on parle alors de carton triple ou quadruple-cannelure. Dans le monde entier, les emballages en carton ondulé et rigide sont conçus sur la base du Code international pour emballage carton. Ce code fut développé par la FEFCO et l’ESBO il y a plus de 40 ans. Il permet de décrire des emballages en carton par des modèles et symboles simples, internationalement compréhensibles.

## Historique

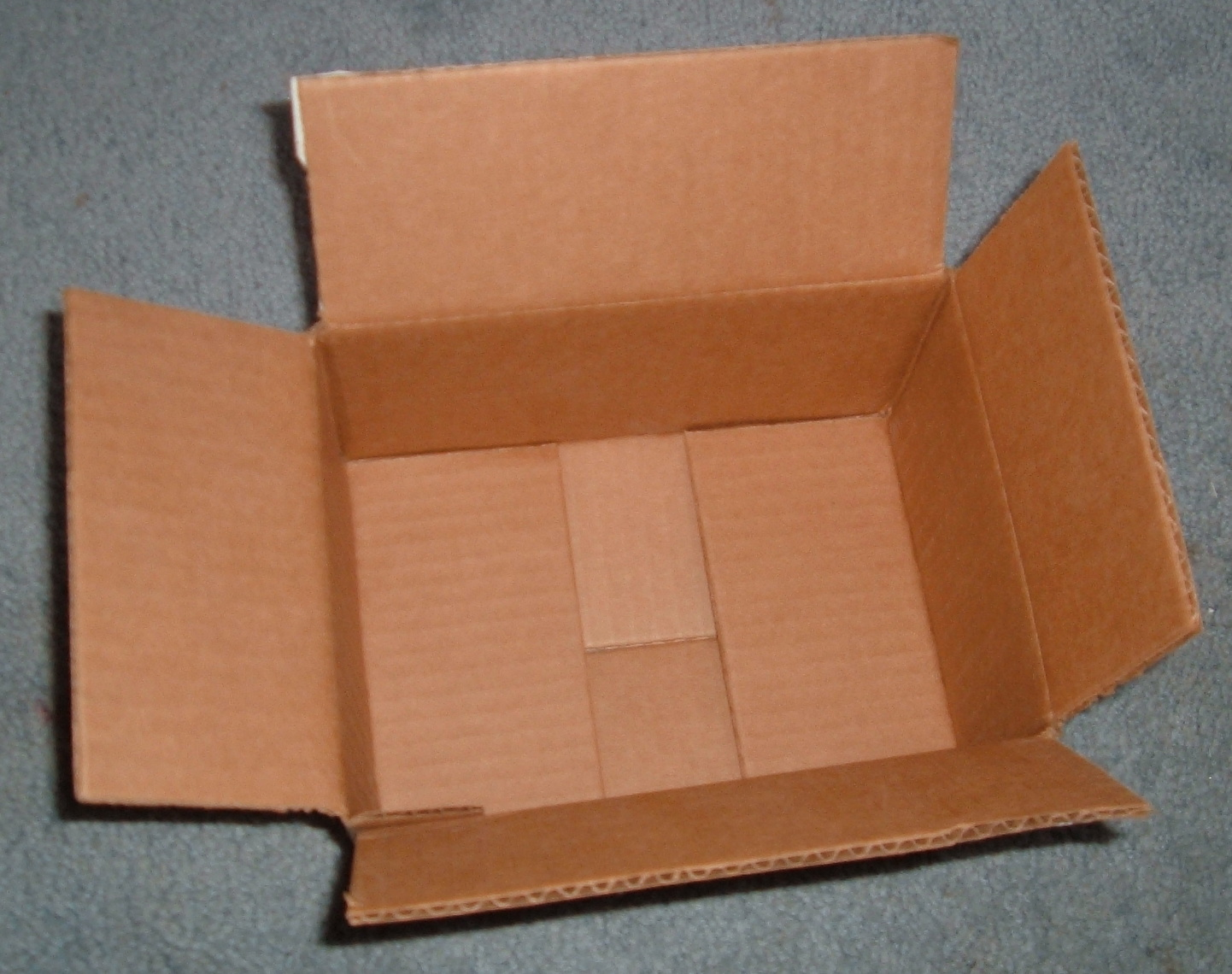
Boîte en carton ondulé.

- En 1871, le carton ondulé est utilisé pour la première fois aux États-Unis.
- En 1889 la première machine onduleuse de fabrication anglaise est installée en France (SO.F.P.O, Société Française de Papiers Ondulés). Gaston Cassard, propriétaire de trois usines, à Paris, en Corrèze et dans l'Eure, est l'un des premiers industriels à produire du carton ondulé en France, dans les années 1890.
- En 1914, la première machine onduleuse française de fabrication de caisses en carton ondulé est construite.

## Utilisation
Le carton ondulé est très utilisé pour les emballages ordinaires avec une face en papier imprimé et tous les emboîtages pour le transport et le stockage. Le carton ondulé est également utilisé pour la création et le design.